# Tomosvaryella lata
Tomosvaryella lata är en tvåvingeart som beskrevs av Kuznetzov 1994. Tomosvaryella lata ingår i släktet Tomosvaryella och familjen ögonflugor. Inga underarter finns listade i Catalogue of Life.